# Kajikawa Ryota
Ryota Kajikawa (梶川 諒太, sinh ngày 17 tháng 4 năm 1989) là một cầu thủ bóng đá người Nhật Bản thi đấu cho Tokyo Verdy.

## Thống kê câu lạc bộ
Cập nhật đến ngày 23 tháng 2 năm 2017.
| Thành tích câu lạc bộ | Thành tích câu lạc bộ | Thành tích câu lạc bộ | Giải vô địch | Giải vô địch | Cúp                   | Cúp                   | Cúp Liên đoàn | Cúp Liên đoàn | Tổng cộng | Tổng cộng |
| Mùa giải              | Câu lạc bộ            | Giải vô địch          | Số trận      | Bàn thắng    | Số trận               | Bàn thắng             | Số trận       | Bàn thắng     | Số trận   | Bàn thắng |
| Nhật Bản              | Nhật Bản              | Nhật Bản              | Giải vô địch | Giải vô địch | Cúp Hoàng đế Nhật Bản | Cúp Hoàng đế Nhật Bản | J. League Cup | J. League Cup | Tổng cộng | Tổng cộng |
| --------------------- | --------------------- | --------------------- | ------------ | ------------ | --------------------- | --------------------- | ------------- | ------------- | --------- | --------- |
| 2011                  | Tokyo Verdy           | J2 League             | 3            | 0            | 0                     | 0                     | -             | -             | 3         | 0         |
| 2012                  | Tokyo Verdy           | J2 League             | 35           | 3            | 2                     | 1                     | -             | -             | 37        | 4         |
| 2013                  | Shonan Bellmare       | J1 League             | 23           | 2            | 1                     | 0                     | 4             | 0             | 28        | 2         |
| 2014                  | Shonan Bellmare       | J2 League             | 6            | 0            | 0                     | 0                     | -             | -             | 6         | 0         |
| 2015                  | V-Varen Nagasaki      | J2 League             | 40           | 6            | 1                     | 0                     | -             | -             | 41        | 6         |
| 2016                  | V-Varen Nagasaki      | J2 League             | 40           | 3            | 1                     | 0                     | -             | -             | 41        | 3         |
| Tổng                  | Tổng                  | Tổng                  | 147          | 14           | 5                     | 1                     | 4             | 0             | 155       | 15        |